# 千葉ニュータウン中央駅

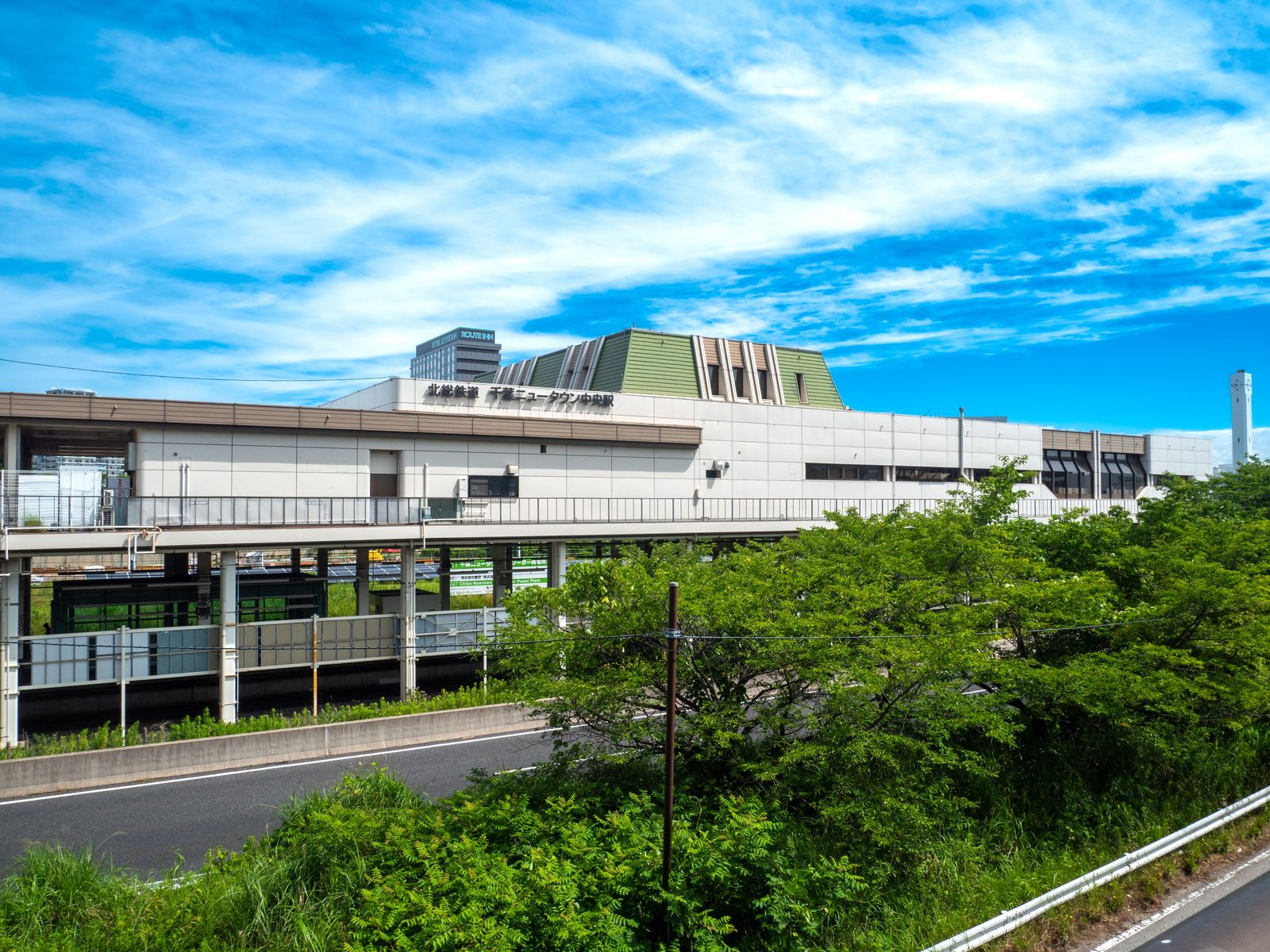
南口（2022年7月）

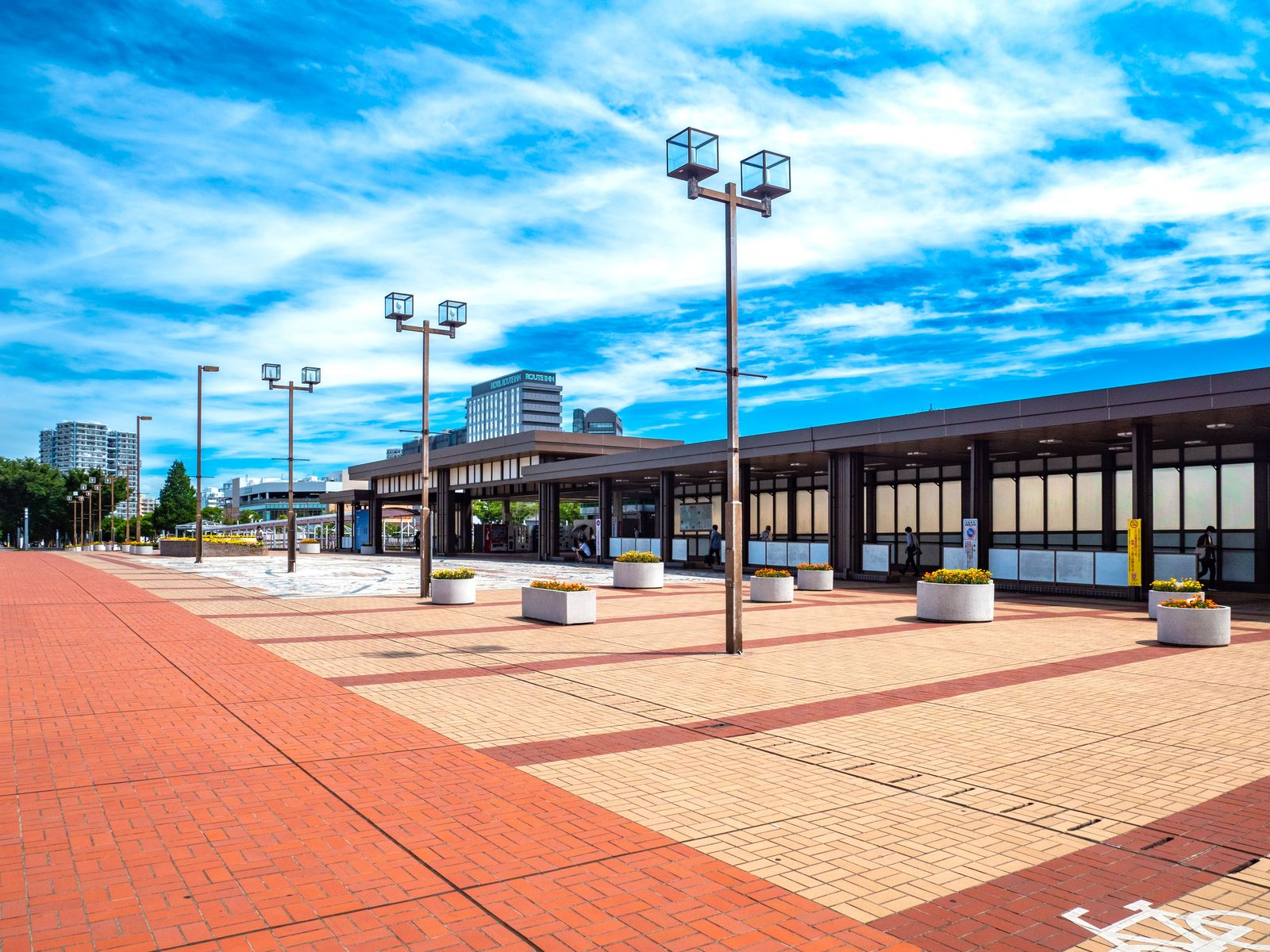
駅出入口（2022年7月）

千葉ニュータウン中央駅（ちばニュータウンちゅうおうえき）は、千葉県印西市中央南一丁目にある、北総鉄道・京成電鉄の駅である。
本項では、成田新幹線の未成駅である千葉ニュータウン駅（仮称）についても記述する。

## 概要

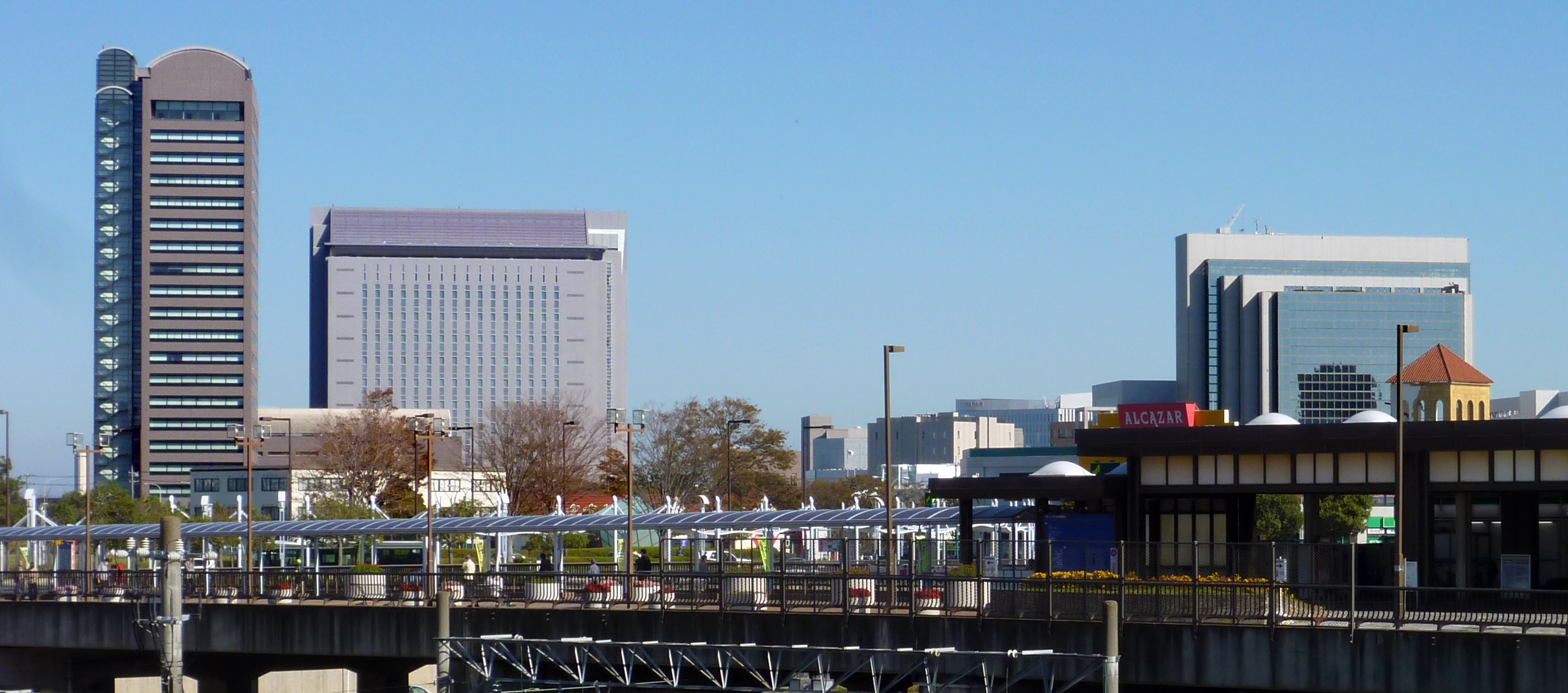
北口側の商業施設と高層ビル群（2012年11月）

北総鉄道の北総線と、京成電鉄の成田空港線（成田スカイアクセス線）が乗り入れているが、当駅を含む区間では両線が施設を共有し、成田スカイアクセス線列車としてスカイライナー（当駅は通過）とアクセス特急が、北総線列車として特急・急行・普通がそれぞれ運行され、実用上は同一の路線のような形で運用されている。
ただし当駅を含む区間においては、北総・京成とも線路や施設を保有しない第二種鉄道事業者となっており、施設を保有している第三種鉄道事業者は千葉ニュータウン鉄道である。なおこの駅は北総鉄道・京成電鉄の共同使用駅であるが、駅の運営は北総鉄道が行う。駅番号は北総鉄道に対してのみ付与されており、HS12である。
当駅での京成電鉄の株主優待乗車証の利用は不可である。京成電鉄最北端の駅である（京成の管轄駅としては成田湯川駅が最北端）。

## 歴史
初期計画段階では、千葉ニュータウン内で8駅設置される予定だった中で（西白井駅を第1駅として）5番目であったことから、第5駅という番号が与えられていた。第4駅（仮称・谷田駅）は後の計画変更で欠番となった（北総鉄道北総線#計画中止駅を参照）。また千葉ニュータウンの中心駅としての機能を期待されており、中央駅あるいはニュータウン中央駅といった仮称が与えられていた。
隣接して成田新幹線（東京 - 成田空港間）の千葉ニュータウン駅が設置される予定であったが、同線が建設中止（未成線）となったため、実現しなかった。駅北側に隣接する形態で設置される計画であり、北総線および国道464号に並行して伸びる広大な開削スペースは、この成田新幹線の用地として用意されたものだった。現在は一部が国道464号の平行高規格道路である北千葉道路の専用部に転用されたほか、太陽光パネルも設置されている。
2000年（平成12年）7月22日の印旛日本医大延伸前までは当駅始発・終着電車が存在していたため、一部の駅の発車標には「NT中央」「ニュータウン中央」と表示されていたほか、車両側も開業から数年間「ニュータウン中央」の行先表示を使用していた。なお、後に折り返し設備は撤去された。

### 年表
- 1984年（昭和59年）3月19日：住宅・都市整備公団千葉ニュータウン線 小室駅 - 当駅間開通に伴い、終着駅として開業[1]。
- 1988年（昭和63年）4月1日：北総開発鉄道の第二種鉄道事業開始に伴い、路線は北総開発鉄道北総・公団線の駅となる。
- 1995年（平成7年）4月1日：当駅 - 印西牧の原駅間延伸により中間駅となる[10]。
- 2004年（平成16年）7月1日：社名・線名変更に伴い、北総鉄道北総線の駅となる。都市基盤整備公団の独立行政法人移行（都市再生機構）に伴い、駅舎などの構造物の所有が千葉ニュータウン鉄道に継承される。
- 2010年（平成22年）7月17日：京成成田空港線（成田スカイアクセス線）との共用駅となり、同線の「アクセス特急」が停車する[11]。

## 駅構造
島式ホーム1面2線の地上駅で、橋上駅舎を有している。ホームとコンコースを連絡する上りエスカレーターとエレベーターが設置されている。ホーム上には待合室と売店が設置されている。
駅構内は広く、イベント開催時にはイベントスペースとして使用される。なお、コンコースには定期券売り場、ファミリーマート、ドラッグストアがあり、改札内には多目的トイレおよびらーばんねっとのモニターが設置されている。
NTTBPの公衆無線LAN設備が設置されており、docomo Wi-Fiが利用できる。またUQコミュニケーションズの公衆無線LAN設備が設置されており、Wi2の公衆無線LANサービスが利用できる。

### のりば
| 番線 | 路線                        | 方向 | 行先                                                            |
| ---- | --------------------------- | ---- | --------------------------------------------------------------- |
| 1    | 北総線 成田スカイアクセス線 | 上り | 新鎌ヶ谷・東松戸・京成高砂・日本橋・西馬込・ 羽田空港・横浜方面 |
| 2    | 北総線 成田スカイアクセス線 | 下り | 印西牧の原・印旛日本医大・ 成田空港方面                         |

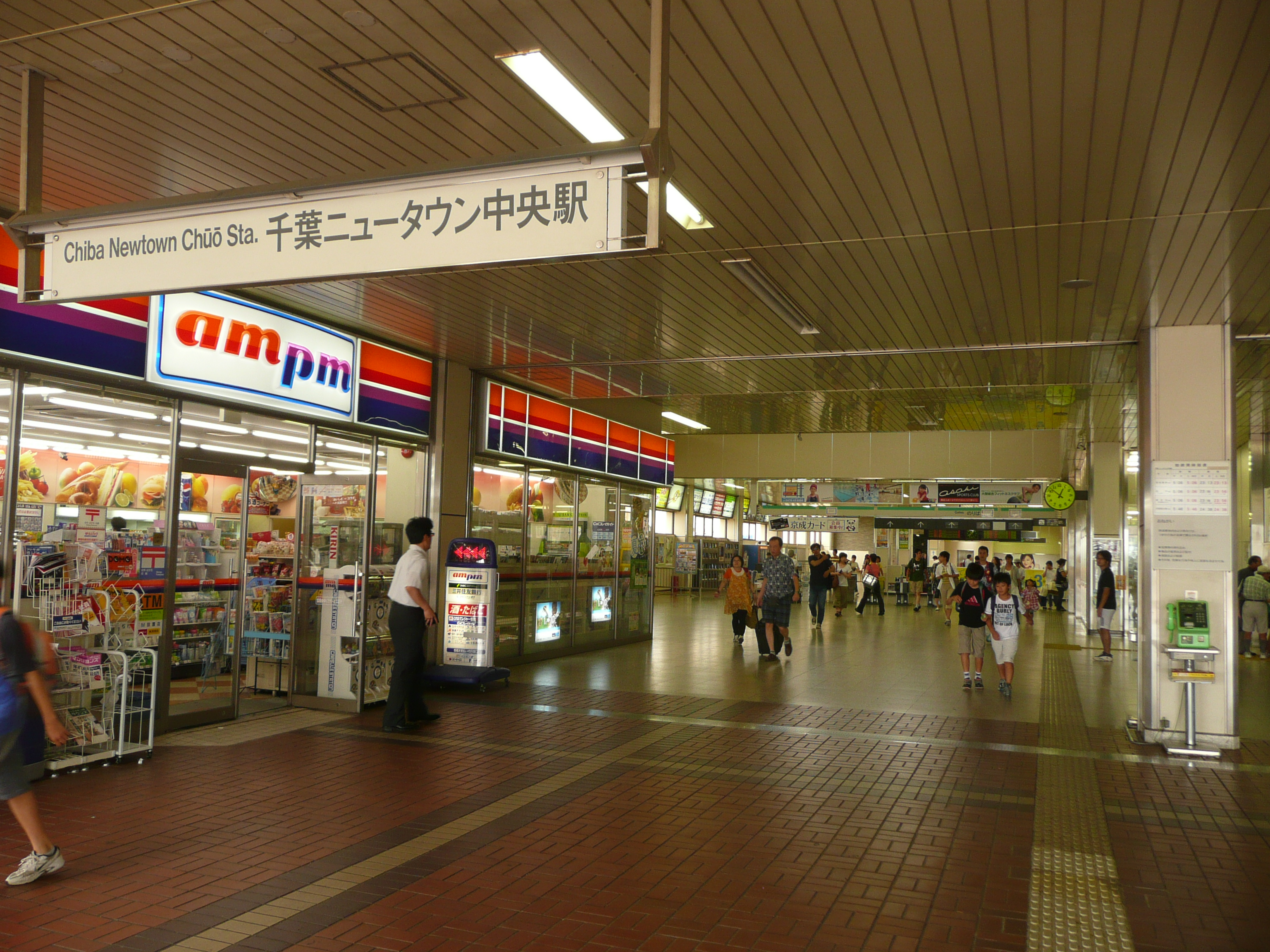
改札口（2008年8月）
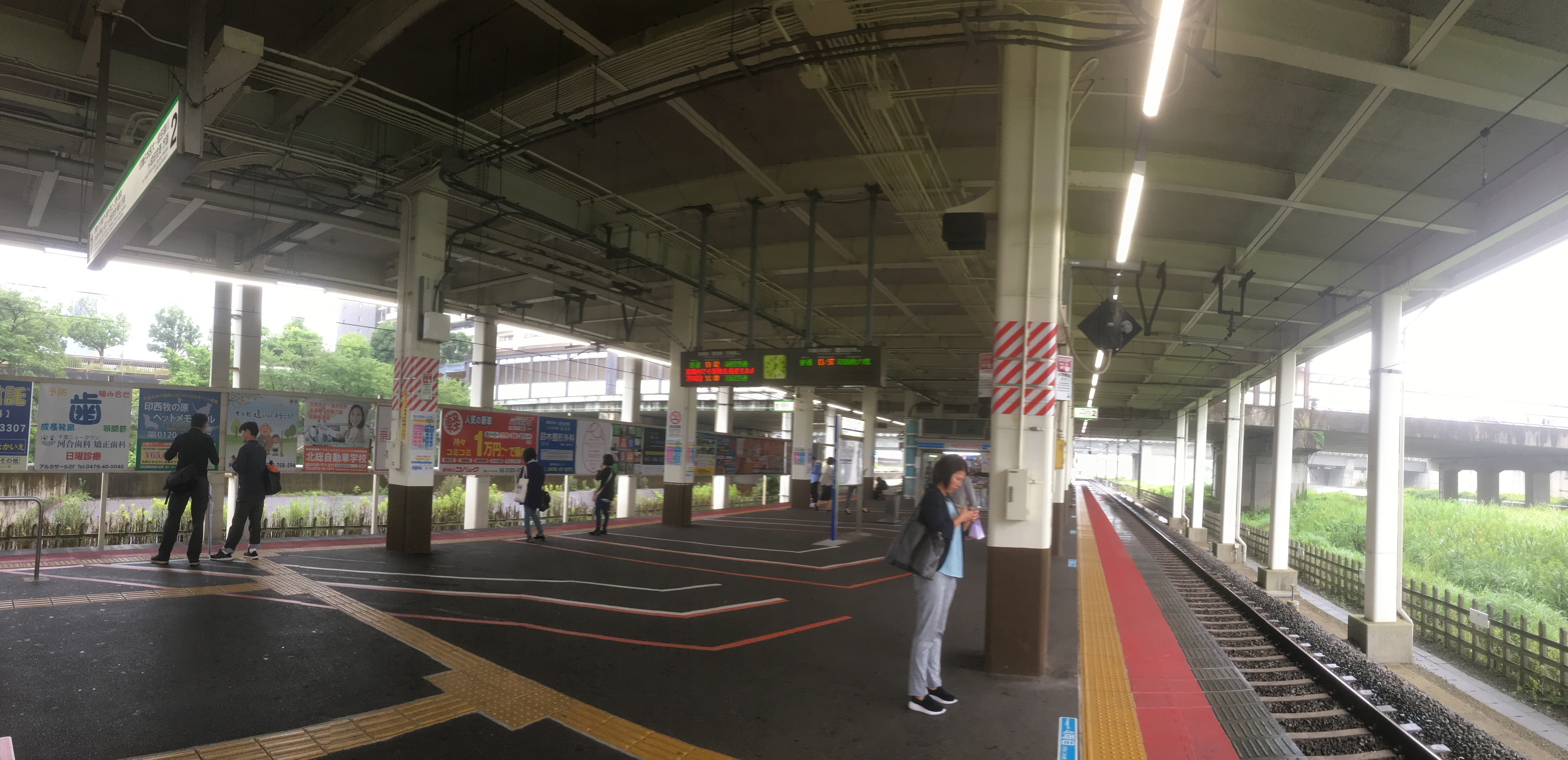
駅ホーム（2019年7月）
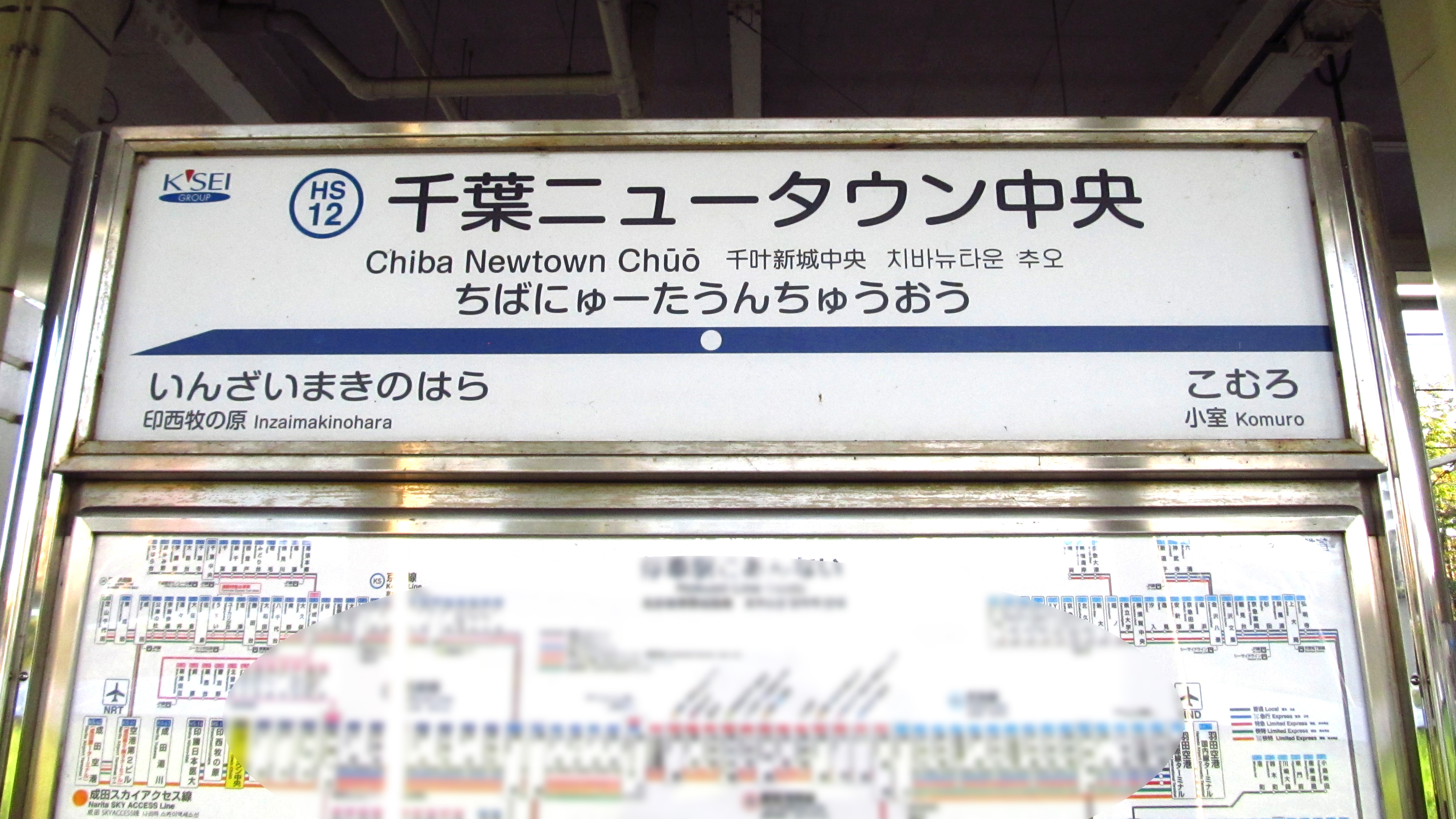
駅名標（2019年10月）

## 利用状況
- 北総鉄道 - 2019年度の1日平均乗降人員は23,899人である[12]。北総線の駅では京成高砂駅に次ぎ第2位であり、乗り換え駅である新鎌ヶ谷駅・東松戸駅よりも多い。
- 京成電鉄 - 2023年度の1日平均乗降人員は4,939人である。ただし、これはアクセス特急のみの乗降人員である[13]。

### 年度別1日平均乗降・乗車人員（北総鉄道）
開業年（1988年）以降の北総鉄道の1日平均乗降・乗車人員は以下の通りである。
| 年度               | 乗降人員 | 乗車人員 | 乗車人員 | 乗車人員 |
| 年度               | 乗降人員 | 総数     | 普通     | 定期     |
| ------------------ | -------- | -------- | -------- | -------- |
| 1988年（昭和63年） |          | 2,394    | 712      | 1,682    |
| 1989年（平成元年） |          | 3,208    | 916      | 2,292    |
| 1990年（平成02年） |          | 4,818    | 1,190    | 3,628    |
| 1991年（平成03年） |          | 6,743    | 1,912    | 4,831    |
| 1992年（平成04年） |          | 7,927    | 2,266    | 5,661    |
| 1993年（平成05年） |          | 9,049    | 2,628    | 6,421    |
| 1994年（平成06年） |          | 11,027   | 3,280    | 7,747    |
| 1995年（平成07年） |          | 11,371   | 3,414    | 7,957    |
| 1996年（平成08年） |          | 11,783   | 3,647    | 8,136    |
| 1997年（平成09年） |          | 12,540   | 3,760    | 8,780    |
| 1998年（平成10年） |          | 13,367   | 4,030    | 9,337    |
| 1999年（平成11年） |          | 13,225   | 4,141    | 9,084    |
| 2000年（平成12年） | 25,596   | 12,942   | 3,861    | 9,081    |
| 2001年（平成13年） |          | 12,926   | 4,038    | 8,888    |
| 2002年（平成14年） |          | 12,880   | 3,973    | 8,907    |
| 2003年（平成15年） |          | 12,841   | 3,943    | 8,898    |
| 2004年（平成16年） | 25,373   | 12,822   | 3,841    | 8,981    |
| 2005年（平成17年） | 26,320   | 13,143   | 3,984    | 9,159    |
| 2006年（平成18年） | 27,166   | 13,753   | 4,320    | 9,433    |
| 2007年（平成19年） | 28,394   | 14,304   | 4,602    | 9,702    |
| 2008年（平成20年） | 29,628   | 14,870   | 4,672    | 10,198   |
| 2009年（平成21年） | 30,028   | 15,057   | 4,590    | 10,467   |
| 2010年（平成22年） | 30,792   | 15,455   | 4,740    | 10,715   |
| 2011年（平成23年） | 31,911   | 16,025   | 5,071    | 10,954   |
| 2012年（平成24年） | 33,361   | 16,571   | 5,135    | 11,436   |
| 2013年（平成25年） | 25,551   | 12,819   | 4,813    | 8,636    |
| 2014年（平成26年） | 24,278   | 12,139   | 3,853    | 8,286    |
| 2015年（平成27年） | 24,543   | 12,304   | 3,996    | 8,308    |
| 2016年（平成28年） | 24,879   | 12,472   | 3,979    | 8,493    |
| 2017年（平成29年） | 24,587   | 12,309   | 3,991    | 8,319    |
| 2018年（平成30年） | 24,117   | 12,069   | 3,957    | 8,112    |
| 2019年（令和元年） | 23,899   | 11,951   | 3,914    | 8,037    |

### 年度別1日平均乗降人員（京成電鉄）
2010年の成田スカイアクセス開業以降の京成側の1日平均乗降人員は以下の通りである。
| 年度               | 乗降人員 | 乗車人員 | 乗車人員 | 乗車人員 | 降車人員 | 降車人員 | 降車人員 |
| 年度               | 乗降人員 | 総数     | 普通     | 定期     | 総数     | 普通     | 定期     |
| ------------------ | -------- | -------- | -------- | -------- | -------- | -------- | -------- |
| 2010年（平成22年） | 4,142    | 2,071    | 712      | 1,359    | 2,071    | 712      | 1,359    |
| 2011年（平成23年） | 4,332    | 2,142    | 753      | 1,389    | 2,190    | 801      | 1,389    |
| 2012年（平成24年） | 4,617    | 2,283    | 812      | 1,471    | 2,334    | 863      | 1,471    |
| 2013年（平成25年） | 4,823    | 2,387    | 836      | 1,551    | 2,436    | 885      | 1,551    |
| 2014年（平成26年） | 4,540    | 2,254    | 755      | 1,499    | 2,286    | 787      | 1,499    |
| 2015年（平成27年） | 4,659    | 2,313    | 810      | 1,503    | 2,346    | 843      | 1,503    |
| 2016年（平成28年） | 4,859    | 2,413    | 843      | 1,570    | 2,446    | 876      | 1,570    |
| 2017年（平成29年） | 4,977    | 2,471    | 873      | 1,598    | 2,506    | 908      | 1,598    |
| 2018年（平成30年） | 4,915    | 2,439    | 879      | 1,560    | 2,476    | 916      | 1,560    |
| 2019年（令和元年） | 4,999    | 2,483    | 881      | 1,602    | 2,516    | 914      | 1,602    |
| 2020年（令和02年） | 4,049    | 2,010    | 641      | 1,369    | 2,039    | 670      | 1,369    |
| 2021年（令和03年） | 4,087    | 2,024    | 757      | 1,267    | 2,063    | 796      | 1,267    |
| 2022年（令和04年） | 4,591    | 2,279    | 893      | 1,386    | 2,312    | 926      | 1,386    |
| 2023年（令和05年） | 4,939    | 2,457    | 969      | 1,488    | 2,482    | 994      | 1,488    |

## 駅周辺

三井住友海上千葉ニュータウンセンター

当駅は文字通り千葉ニュータウンの中心部に位置し、周辺には商業施設や企業が多く、印西市の経済・産業の中心地となっている。なお、印西市役所や印西警察署などの行政機関は、木下駅周辺に立地している。また、当駅は白井市東部の桜台地区に近接しているため、同市民の利用も見受けられる。
1990年代初頭までは商業施設があまりなかったが、1991年（平成3年）11月27日には南口にダイエー千葉ニュータウン店（2002年5月31日閉店、跡地に5588 ENTERTAINMENT CHIBA-NEWTOWNが出店）、1995年（平成7年）には北口にアルカサールが開業。その後、2000年（平成12年）には北口にジャスコ（現：イオン）、2006年（平成18年）には隣接してイオンモール千葉ニュータウンが開業するなど大型商業施設が集約している。また、1980年代後半からは、東京電機大学や東京基督教大学などの教育機関も立地するようになった。イオンモールが立地する付近は、1995年（平成7年）頃まで広大なコスモス畑となっており、毎年秋になると「コスモス祭」が開催されていた。
2008年（平成20年）1月15日の「印西市歩行喫煙、ポイ捨て等防止条例」施行に伴い、千葉ニュータウン中央駅周辺は重点区域に指定され、指定喫煙場所以外の喫煙・空き缶などのごみのポイ捨ての違反者に対し、同年4月1日から過料徴収を実施している。

### 周辺交通
- 国道464号
- 北千葉道路

### 行政・公共施設
- 印西市役所中央駅前出張所
- 印西市中央駅前センター
- 白井市桜台センター
- 印西クリーンセンター（温水プール併設）
- 印西警察署中央駅前交番
- 印西地区消防組合印西西消防署
- 印西市にこにこルーム原山（保育所）

### 教育施設

東京基督教大学

- 東京基督教大学
- 東京電機大学千葉ニュータウンキャンパス
- 印西市立木刈中学校
- 印西市立小倉台小学校
- 印西市立原山中学校
- 印西市立内野小学校

### 郵便局・金融機関

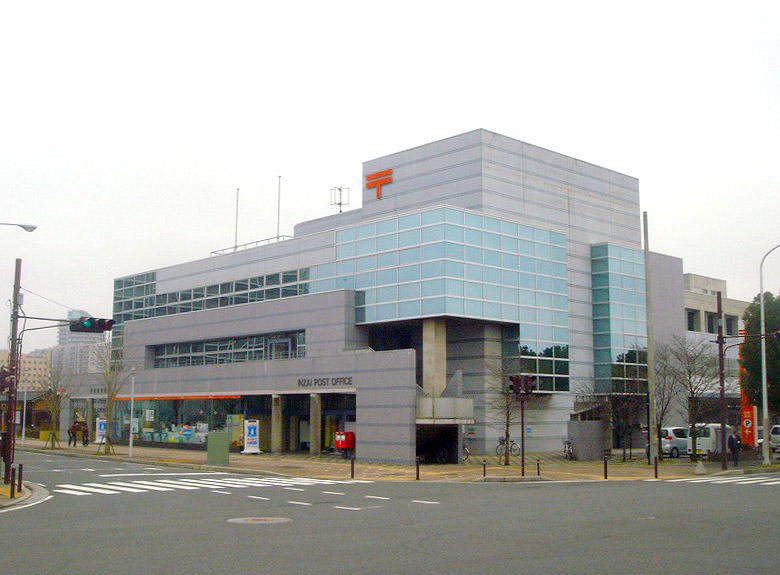
印西郵便局

- 印西郵便局
- 印西小倉台郵便局
- 印西木刈郵便局
- 印西原山郵便局
- 三井住友銀行 千葉ニュータウン支店
- 千葉銀行 千葉ニュータウン支店
- 京葉銀行 千葉ニュータウン支店
- 千葉興業銀行 千葉ニュータウン支店

### 企業

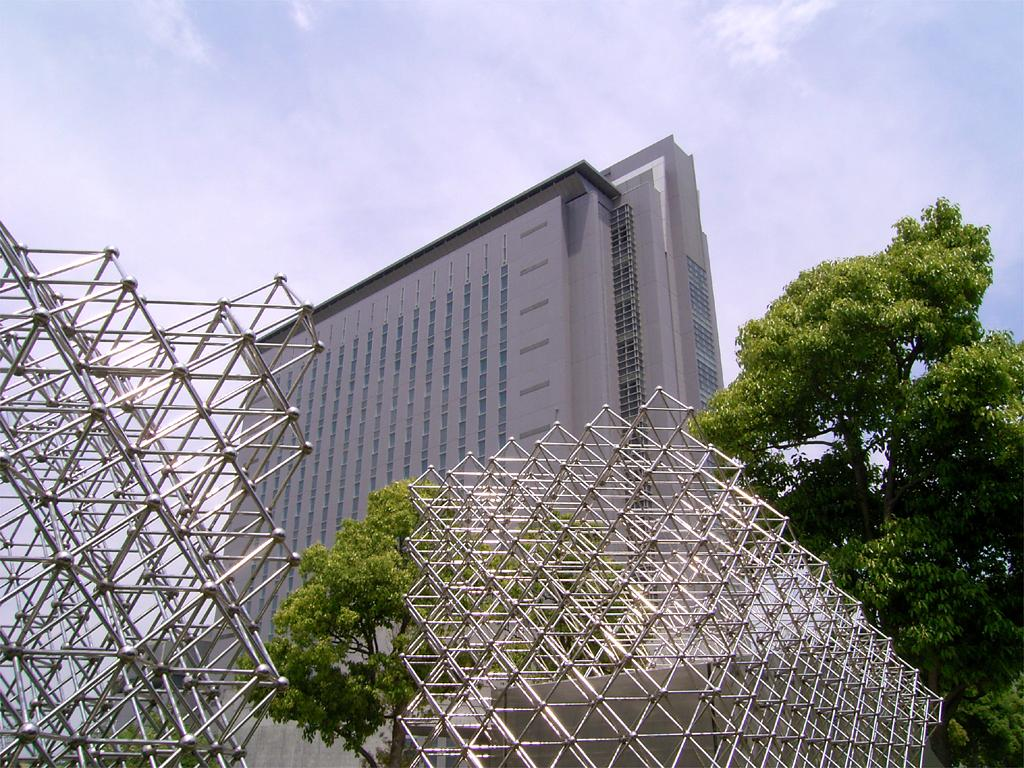
三菱UFJ銀行千葉センタービル

みずほ銀行千葉事務センター

- 三井住友海上火災保険
- 三菱UFJ銀行千葉センター
- みずほ銀行千葉事務センター
- 東京海上日動火災保険
- 竹中技術研究所（竹中工務店・竹中土木）
- CSK-ITマネジメント
- NTTデータ
- ソフトバンク
- 富国生命保険千葉ニュータウン本社
- 労働金庫連合会千葉ニュータウンビル
- ニッポーニュータウン工場

### 主な商業施設
- イオンモール千葉ニュータウン
  - イオン千葉ニュータウン店
  - イオンシネマ
  - ノジマ
  - ドン・キホーテ 千葉ニュータウン店
- アルカサール

イオンモール千葉ニュータウン

- 5588 ENTERTAINMENT CHIBA-NEWTOWN
- アクロスプラザ千葉ニュータウン中央
  - ユニクロ
  - すばる書店
  - 洋服の青山
  - 西松屋
- ニトリ 千葉ニュータウン店
- ヤオコー 千葉ニュータウン店
- カインズ 千葉ニュータウン店
- ベイシア 千葉ニュータウン店
- コストコ 千葉ニュータウン倉庫店
- ワンダーレックス 千葉ニュータウン店
- ベルク フォルテ千葉ニュータウン店
- 天然温泉 真名井の湯
- ホテルルートイン 千葉ニュータウン中央駅前
- ホテルマークワンCNT

### その他

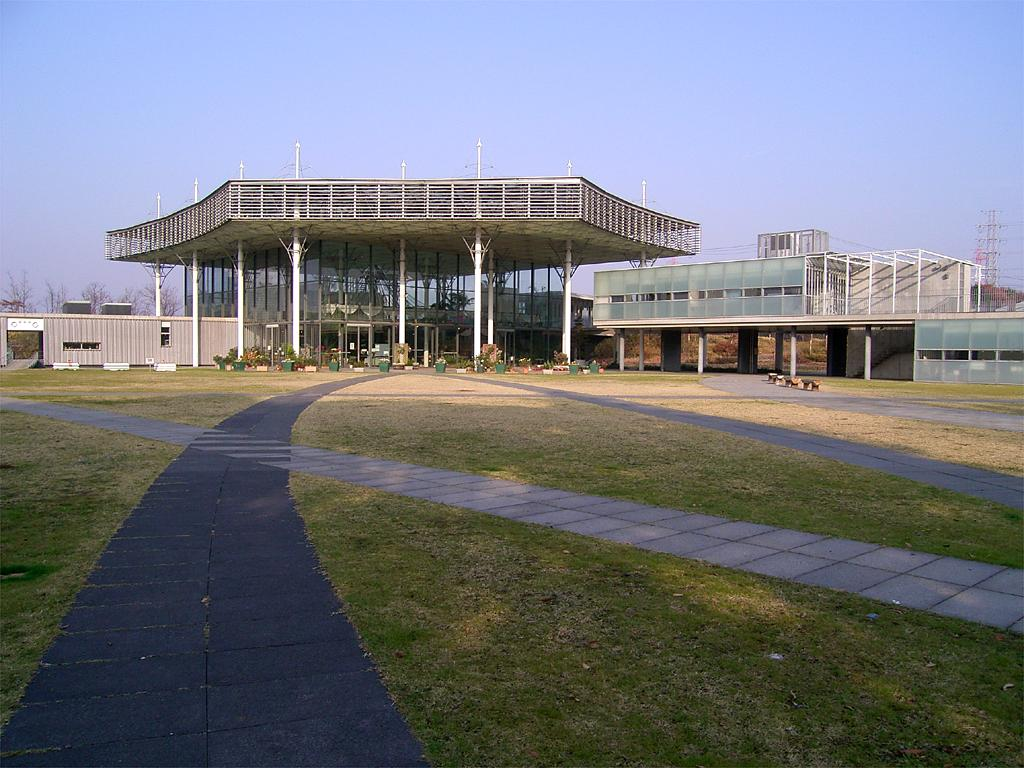
北総花の丘公園

- 北総花の丘公園
  - 花と緑の文化館
- 十余一公園
- 大塚前公園
- 浦幡新田公園
- 多々羅田公園
- 一本桜公園
- 船橋カントリークラブ

## バス路線
| のりば                     | 系統                     | 主要経由地                                                 | 行先                       | 運行事業者                   | 備考 |
| -------------------------- | ------------------------ | ---------------------------------------------------------- | -------------------------- | ---------------------------- | --- |
| 千葉ニュータウン中央駅北口 | 北口循環線（外回り）     | 桜台センター・木刈四丁目・ビジネスモール中央               | 千葉ニュータウン中央駅北口 | 京成バス千葉セントラル       | |
| 千葉ニュータウン中央駅北口 | 北口循環線（内回り）     | ビジネスモール中央・木刈四丁目・桜台センター               | 千葉ニュータウン中央駅北口 | 京成バス千葉セントラル       | |
| 千葉ニュータウン中央駅北口 | 西の原外循環線           | ビジネスモール中央・印西牧の原駅北口                       | 千葉ニュータウン中央駅北口 | 京成バス千葉セントラル       | |
| 千葉ニュータウン中央駅北口 | 北総循環線               | 白井駅北口                                                 | 新鎌ヶ谷駅                 | 京成バス千葉セントラル       | 平日昼1便のみ運行 |
| 千葉ニュータウン中央駅北口 | 西ルート                 | 木刈四丁目・松山下公園・木下駅前                           | 市役所                     | 印西市ふれあいバス           | |
| 千葉ニュータウン中央駅北口 | 西ルート                 | 小倉・松山下公園・木下駅前                                 | 市役所                     | 印西市ふれあいバス           | |
| 千葉ニュータウン中央駅北口 | 布佐ルート               | 木刈四丁目・松山下公園・布佐駅東口・木下駅南口             | 市役所                     | 印西市ふれあいバス           | |
| 千葉ニュータウン中央駅北口 | 南ルート                 | 武西・船尾坂上・松崎                                       | 印西牧の原駅南口           | 印西市ふれあいバス           | |
| 千葉ニュータウン中央駅北口 | 南ルート                 | 木刈フレンドリープラザ前・ビジネスモール中央・高花団地入口 | 印西牧の原駅南口           | 印西市ふれあいバス           | |
| 千葉ニュータウン中央駅北口 | 東ルート                 | 谷田・白井                                                 | 白井市役所                 | 白井市循環バス（ナッシー号） | |
| 千葉ニュータウン中央駅北口 | 東ルート                 | 桜台センター・白井車庫・白井・白井駅東口                   | 白井市役所                 | 白井市循環バス（ナッシー号） | |
| 千葉ニュータウン中央駅     | 神崎線                   | 原山小学校・鹿黒                                           | 木下駅                     | 京成バス千葉セントラル       | |
| 千葉ニュータウン中央駅     | 西の原線                 | 原山小学校・高花二丁目・西の原公園・印西牧の原駅           | 日医大千葉北総病院         | 京成バス千葉セントラル       | |
| 千葉ニュータウン中央駅     | 高花線                   | 給食センター・高花二丁目                                   | 高花                       | 京成バス千葉セントラル       | |
| 千葉ニュータウン中央駅     | 高花線                   | 給食センター・高花団地入口                                 | 高花                       | 京成バス千葉セントラル       | |
| 千葉ニュータウン中央駅     | 高花線                   |                                                            | 新鎌ヶ谷駅                 | 京成バス千葉セントラル       | 土曜・休日のみ運行 |
| 千葉ニュータウン中央駅     | 神崎線                   | 原山小学校・船尾車庫・船岡坂上・秀明大学・八千代緑が丘駅   | 津田沼駅                   | 京成バス千葉セントラル       | 平日朝のみ八千代緑が丘駅までの運行。また、休日朝のみ八千代緑が丘駅経由津田沼駅行きが運行される。全日、船尾車庫まで運行。船尾車庫にて乗り継ぎ割引あり。 |
| 千葉ニュータウン中央駅     | 東京電機大学スクールバス | 木下ルート                                                 | 東京電機大学               | 京成バス千葉セントラル       | |

## イベント
- 毎年3月末の土曜（2014年から4月末の日曜）に「ほくそう春まつり」が駅前にて開催される。これに併せて北総鉄道の車両前面にはPR目的のヘッドマークを装着している。
- 2010年（平成22年）7月17日の成田スカイアクセス開業を記念し、当駅周辺で開催された「サマーフェスタ2010」に関連して、同日と翌7月18日にガチャピン・ムック（『ポンキッキシリーズ』（当時は『Beポンキッキ』）のキャラクター）が当駅の一日駅長を務めた。

## ロケーション撮影
• トヨタ自動車『トヨタ・カリーナ』テレビCM (1996年放映) 千葉ニュータウン中央駅改札での撮影。

## 隣の駅
西隣の小室駅は船橋市にあるが、途中白井市を経由しており、当駅のある印西市と船橋市は一切隣接はしていない。
北総鉄道・京成電鉄
 北総線・ 成田スカイアクセス線（成田空港線）
■アクセス特急
新鎌ヶ谷駅 (HS08)  - 千葉ニュータウン中央駅 (HS12) - 印旛日本医大駅 (HS14)
■特急・■普通
小室駅 (HS11) - 千葉ニュータウン中央駅 (HS12) - 印西牧の原駅 (HS13)